# باتريك إف. كينيدي
باتريك إف. كينيدي (بالإنجليزية: Patrick F. Kennedy)‏ هو دبلوماسي أمريكي، ولد في 22 يونيو 1949 في شيكاغو في الولايات المتحدة.

## وصلات خارجية
- باتريك إف. كينيدي على موقع إن إن دي بي (الإنجليزية)